# Шанрон
Шанрон (фр. Champrond) је насељено место у Француској у региону Лоара, у департману Сарт.
По подацима из 2011. године у општини је живело 82 становника, а густина насељености је износила 13,67 становника/km².

## Демографија
| 1962. | 1968. | 1975. | 1982. | 1990. | 2011. |
| ----- | ----- | ----- | ----- | ----- | ----- |
| 89    | 93    | 80    | 59    | 65    | 82    |